# Anton Andrejewitsch Alichanow

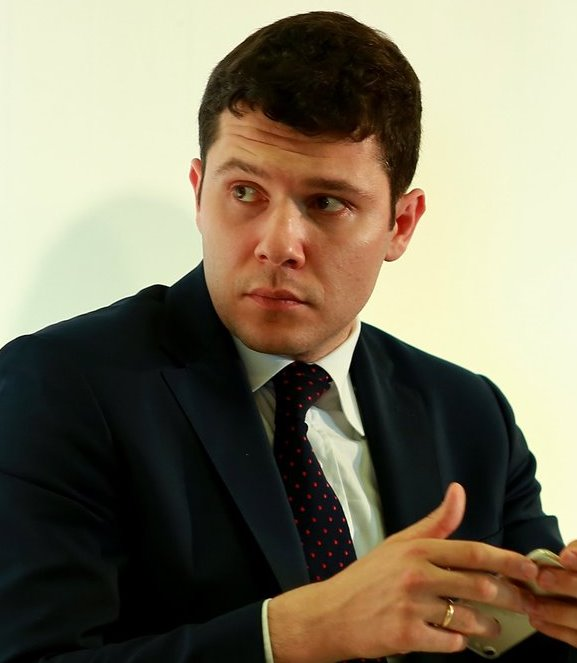
Anton Alichanow (2018)

Anton Andrejewitsch Alichanow (russisch Антон Андреевич Алиханов, * 17. September 1986 in Suchumi) ist ein russischer Politiker. Er war von Oktober 2016 bis April 2024 Gouverneur der Oblast Kaliningrad und ist seit Mai 2024 Minister für Wirtschaft und Handel.
Anton Alichanow, der väterlicherseits griechische und russische und mütterlicherseits georgische und russische Wurzeln hat, wuchs bis 1992 in seiner Geburtsstadt Suchumi auf. Sein Vater arbeitete in einer Tee- und Tabakfabrik, seine Mutter war Ärztin. 1992 floh seine Familie aufgrund des Georgisch-Abchasischen Krieges nach Moskau.
Alichanow absolvierte die Finanzuniversität der Regierung der Russischen Föderation mit den Schwerpunkten Finanzen und Kreditwesen sowie Rechtswissenschaften. Im Jahr 2010 trat er in das Justizministerium der Russischen Föderation ein. Im Jahr 2012 erlangte er an der Plechanow-Wirtschaftsuniversität den Grad eines Kandidaten der Wissenschaft mit einer Doktorarbeit über das Kostenmanagement von Unternehmen. Im Jahr 2013 trat Alichanow in das Ministerium für Industrie und Handel der Russischen Föderation ein. Er wurde dort Leiter der Abteilung für Außenhandelsregulierung. Im August 2015 wurde er Mitglied des Beraterstabes in der Eurasischen Wirtschaftskommission.
Im September 2015 wurde Alichanow Minister für Landwirtschaft und Industrie und stellvertretender Ministerpräsident in der Oblast Kaliningrad und im Juli 2016 dort Ministerpräsident. Im Oktober 2016 wurde er vom russischen Präsidenten Wladimir Putin als Nachfolger von Jewgeni Sinitschew zum Gouverneur der Oblast Kaliningrad ernannt. Bei den Gouverneurswahlen am 10. September 2017 wurde er in seinem Amt bestätigt. Bei einer Wahlbeteiligung von 39,4 % erhielt er 81,1 % der abgegebenen Stimmen.
Im Dezember 2017 trat Alichanow der Partei Einiges Russland bei.
Anton Alichanow ist mit der Journalistin Darja Abramowa (* 1986) verheiratet. Das Paar hat zwei Kinder.